# Пронское городское поселение
Пронское городско́е поселе́ние — муниципальное образование в Пронском районе Рязанской области Российской Федерации.
Административный центр — рабочий посёлок Пронск.

## История
Статус и границы городского поселения установлены Законом Рязанской области от 7 октября 2004 года № 89-ОЗ «О наделении муниципального образования Пронский район статусом муниципального района, об установлении его границ и границ муниципальных образований, входящих в его состав»

## Население
| 2009  | 2010  | 2012  | 2013  | 2014  | 2015  | 2016  |
| ----- | ----- | ----- | ----- | ----- | ----- | ----- |
| 4303  | ↘3943 | ↗4190 | ↗4471 | ↗4620 | ↗4818 | ↗4854 |
| 2017  | 2018  | 2019  | 2020  | 2021  | 2023  |       |
| ↘4813 | ↘4640 | ↘4493 | ↘4420 | ↗4753 | ↗4757 |       |

## Состав городского поселения
| № | Населённый пункт | Тип населённого пункта                  | Население |
| - | ---------------- | --------------------------------------- | --------- |
| 1 | Пронск           | рабочий посёлок, административный центр | ↗4757     |